# Никитина, Людмила Леонидовна
Людмила Леонидовна Никитина — советский и российский режиссёр документальных и научно-популярных фильмов, сценарист. Сняла более 40 фильмов и телевизионных передач. Призёр и лауреат отечественных и международных фестивалей и конкурсов.

## Биография
Родилась в семье военного лётчика Никитина Леонида Федоровича и Серафимы Константиновны Никитиной. Окончила среднюю школу в 1966 году.
В 1980 году окончила с отличием Всероссийский государственный университет кинематографии имени С. А. Герасимова по специальности «режиссёр научно—популярного и документального кино и телевидения».
Работала на киностудии «Леннаучфильм», на 5 канале, на ВГТРК «Культура». Организовала первую в России (1990—1992) негосударственную киностудию «Наследие». Автор и разработчик современной университетской программы по обучению комплексным мультимедийным технологиям в СПбГУ.

### Творческая деятельность
Первая работа в кино после окончания ВГИКа — документальный фильм «Александр Пушкин» — получила эфир 1 канала Центрального телевидения и зарубежного телевещания.
Фильм «Основные направления эволюции» удостоен приза «Хрустальное яблоко» на кинофестивале в Карловых Варах в номинации «Учебное кино» за образное решение научной теории.
«Совэкспортфильм» наградил фильм «Воззрение на Святую Троицу» за высокий рейтинг востребованности отечественной кинопродукции на международном кинорынке. 
Документальный фильм «Радуйся в двух мирах» о Патриархе Московском и всея Руси Алексии II получил приз в номинации «Лучший режиссёр» на Международном фестивале кинофильмов и телепрограмм «Радонеж» и стал лауреатом VI Международного фестиваля православных фильмов «Крест Святого Андрея», Грузия.
Документальный фильм «Беспокойный адмирал» из серии «Пророк в своём Отечестве» о трагической судьбе Степана Осиповича Макарова получил Первую премию на Межрегиональном конкурсе «Слава России».
Особое место в творчестве режиссёра занимает тема людей науки. Выдающийся русский учёный Людвиг Дмитриевич Фаддеев стал героем двух документальных фильмов: «Людвиг Фаддеев» для ВГТРК «Культура» и «Шестое чувство Людвига Фаддеева».
На 5 канале Ленинградского (Санкт-Петербургского) телевидения Людмила Никитина вела передачи «Для тех, кто любит кино», была режиссёром циклов передач «Итоги XX века» и «Запретные темы», занимавшие ведущее место в рейтинге телевизионных передач.

## Фильмография
1. «Керамическая плитка»
2. «Иван Павлов»
3. «Электротехника на буровых»
4. «Классическая борьба»
5. «Её величество — древесина»
6. «Спорт сильных и смелых»
7. «Письма с фронта»
8. «Осторожно, водород!»
9. «Андрей Рублев»
10. «Рождество»
11. «Крещение»
12. «Россия, Русь, храни себя, храни!»
13. «Рефко»
14. «Бенедикт — школа»
15. «ИМИСП 10 лет»
16. «Родник»
17. «Три дня с Отцом»
18. «Рождественский турнир»
19. «Командиры военных дорог»
20. «Людвиг Фаддеев»
21. «Нередица»
22. «Человек с сердцем отца»
23. «Пою Богу моему…»